# Reprezentacja Czech na Mistrzostwach Świata w Narciarstwie Klasycznym 2009
Reprezentacja Czech na Mistrzostwach Świata w Narciarstwie Klasycznym 2009 liczyła 24 sportowców. Reprezentacja ta zdobyła 1 srebrny medal, dzięki czemu zajęła 13. miejsce w klasyfikacji medalowej.

## Medale

### Złote medale
Brak

### Srebrne medale
- Biegi narciarskie mężczyzn, 15 km techniką klasyczną: Lukáš Bauer

### Brązowe medale
Brak

## Wyniki

### Biegi narciarskie mężczyzn
Sprint
- Aleš Razým – 6. miejsce
- Dušan Kožíšek – 41. miejsce (odpadł w kwalifikacjach)

Sprint drużynowy
- Martin Jakš, Aleš Razým – 12. miejsce

Bieg na 15 km
- Lukáš Bauer – 2. miejsce, srebrny medal
- Martin Jakš – 22. miejsce
- Jiří Magál – 30. miejsce

Bieg na 30 km
- Martin Koukal – 9. miejsce
- Jiří Magál – 13. miejsce
- Lukáš Bauer – 25. miejsce
- Milan Šperl – 53. miejsce

Bieg na 50 km
- Martin Koukal – 7. miejsce
- Jiří Magál – 17. miejsce
- Milan Šperl – 33. miejsce
- Dušan Kožíšek – 35. miejsce

Sztafeta 4 × 10 km
- Martin Jakš, Lukáš Bauer, Jiří Magál, Martin Koukal – 12. miejsce

### Biegi narciarskie kobiet
Sprint
- Eva Nývltová – 47. miejsce (odpadła w kwalifikacjach)
- Helena Erbenová – 51. miejsce (odpadła w kwalifikacjach)

Sprint drużynowy
- Ivana Janečková, Kamila Rajdlová – 10. miejsce

Bieg na 10 km
- Kamila Rajdlová – 25. miejsce
- Ivana Janečková – 43. miejsce
- Eva Skalníková – 45. miejsce
- Eva Nývltová – 56. miejsce

Bieg na 15 km
- Kamila Rajdlová – 20. miejsce
- Ivana Janečková – 33. miejsce
- Helena Erbenová – 42. miejsce
- Eva Skalníková – 50. miejsce

Bieg na 30 km
- Helena Erbenová – 39. miejsce
- Klára Moravcová – 46. miejsce
- Ivana Janečková – nie wystartowała

Sztafeta 4 × 5 km
- Eva Skalníková, Kamila Rajdlová, Ivana Janečková, Helena Erbenová – 13. miejsce

### Kombinacja norweska
Gundersen HS 134 / 10 km
- Pavel Churavý – 8. miejsce
- Miroslav Dvořák – 20. miejsce
- Aleš Vodseďálek – 31. miejsce
- Tomáš Slavík – 36. miejsce

Start masowy (10 km + 2 serie skoków na skoczni K90)
- Pavel Churavý – 12. miejsce
- Miroslav Dvořák – 16. miejsce
- Tomáš Slavík – 30. miejsce
- Martin Skopek – 41. miejsce

Gundersen (1 seria skoków na skoczni K90 + 10 km)
- Pavel Churavý – 31. miejsce
- Aleš Vodseďálek – 37. miejsce
- Miroslav Dvořák – nie wystartował
- Tomáš Slavík – nie wystartował

Kombinacja drużynowa
- Tomáš Slavík, Miroslav Dvořák, Aleš Vodseďálek, Pavel Churavý – 6. miejsce

### Skoki narciarskie mężczyzn
Normalna skocznia indywidualnie HS 100
- Roman Koudelka – 9. miejsce
- Lukáš Hlava – 20. miejsce
- Ondřej Vaculík – 31. miejsce
- Jakub Janda – 33. miejsce

Duża skocznia indywidualnie HS 134
- Roman Koudelka – 9. miejsce
- Jakub Janda – 19. miejsce
- Lukáš Hlava – 27. miejsce
- Ondřej Vaculík – 38. miejsce

Duża skocznia drużynowo HS 134
- Lukáš Hlava, Ondřej Vaculík, Jakub Janda, Roman Koudelka – 5. miejsce

### Skoki narciarskie kobiet
Normalna skocznia indywidualnie HS 100
- Michaela Doleželová – 27. miejsce
- Vladěna Pustková – 35. miejsce